# Ривьера (округ)
Ривьера (итал. Distretto di Riviera) — округ в Швейцарии. Центр округа — коммуна Ривьера.
Округ входит в кантон Тичино. Занимает площадь 145,60 км². Население 10 301 чел.

## Районы и коммуны
Вся территория округа считается одноимённым районом (итал. Circolo). В него входят 2 коммуны.
| Герб    | Коммуна   | Оригинальное название | Население (2019) | Площадь (2016) |
| ------- | --------- | --------------------- | ---------------- | -------------- |
| Бьяска  | Бьяска    | Biasca                | 6092             | 59,09          |
| Ривьера | Ривьера   | Riviera               | 4209             | 86,53          |
|         | Итого (2) | Итого (2)             | 10 301           | 145,60         |

2 апреля 2017 года коммуны Озонья, Крешано, Иранья и Лодрино были объединены в коммуну Ривьера. Одновременно коммуна
Кларо была присоединена к коммуне Беллинцона одноимённого округа.